# Friedrich Meersmann
Friedrich Meersmann (geboren vor 1572 in Petershagen; oder Minden; gestorben 1584 in Hannover) war ein deutscher Steinmetzmeister.

## Leben
Friedrich Meersmann siedelte im letzten Drittel des 16. Jahrhunderts nach Hannover über, wo er 1572 das Bürgerrecht der Altstadt erwarb. In Vorbereitung der Huldigungs-Feierlichkeiten für Herzog Erich den Jüngeren im Jahr 1576 errichtete Meersmann ab 1575 die „ursprünglich bemalten und vergoldeten Erker“ beziehungsweise die Utlucht am Alten Rathaus, das anlässlich des geplanten Festes dann sowohl innen wie außen umfangreich bemalt wurde.
Meersmann gilt als originärer „Schöpfer der um 1880 abgebrochenen Vorbauten des Alten Rathauses.“
Meersmanns Kunststil wird der Weserrenaissance zugereichnet.

## Weitere Werke
- „Mit großer Wahrscheinlichkeit“ war es Meersmann, der 1583 für den aus hannoverscher Patrizierfamilie stammenden Gevert Stech das Haus Leinstraße 32 erbaute, das später als Sitz der Hahnschen Buchhandlung bekannt wurde.[5]

## Meersmannufer
Die 1934 angelegte Straße Meersmannufer in Groß-Buchholz, die vom Groß-Buchholzer Kirchweg zur Silberstraße führt, wurde 350 Jahre nach dem Todesjahr von Friedrich Meersmann nach dem Bildhauer benannt.